# Milagro gemelo

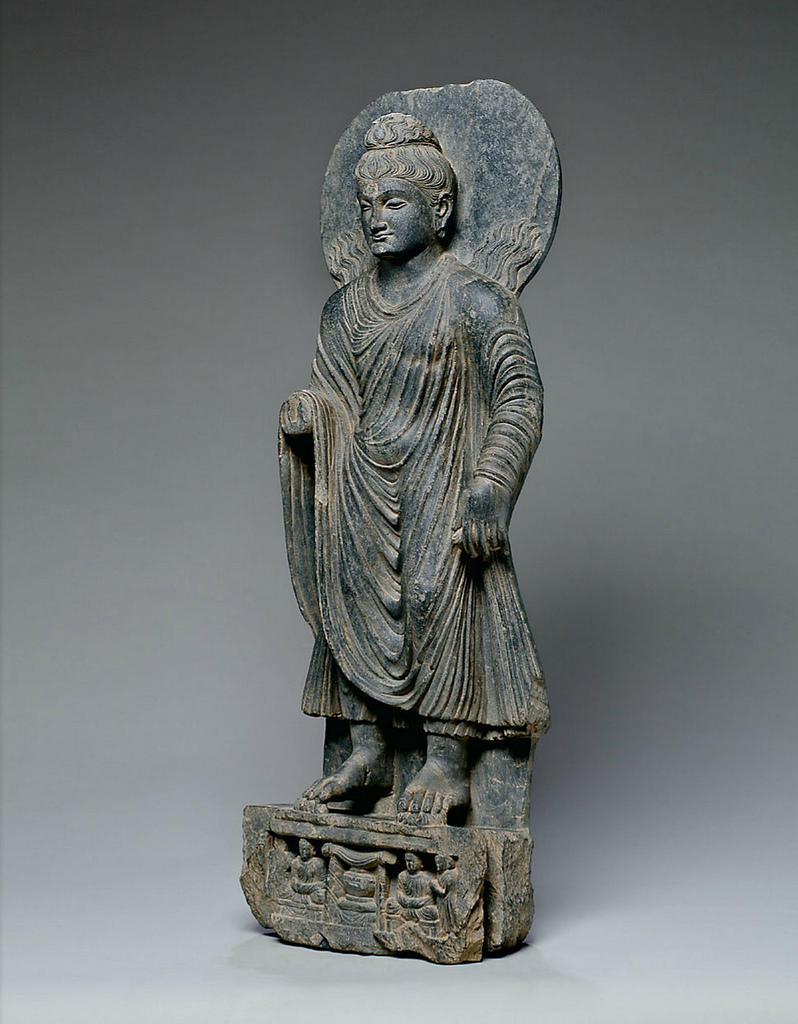
Buda en Sravasti. Arte de Gandhara.

El milagro gemelo, también llamado el milagro en Savatthi (en pali) o el milagro en Śrāvastī (sánscrito), es uno de los milagros del Buda Gautama. De él existen dos principalmente versiones, una en pali contenida en elDhammapadattakatha y otra en sánscrito en el Pratiharya-sutra.: 140–143  Los budistas creen que tuvo lugar siete años después de la iluminación de Buda, en la antigua ciudad india de Savatthi. Se lo considera el más grande de los milagros de Gautama.
Los textos budistas afirman que Buda emitió fuego de la parte superior de su cuerpo y agua de la parte inferior simultáneamente, alternándolos después y finalmente expandiéndolos hasta iluminar el cosmos. Realizó este milagro en una competición de iddhi o poderes espirituales contra los llamados Seis Maestros Heréticos. La versión en sánscrito lo da como uno de los diez actos indispensables que todos los budas deben realizar para ser considerados tales, y uno de los treinta gran actos equivalentes en la tradición pali.: 140–143  Se dice que Buda realizó el milagro dos veces, una en Kapilavastu y otra en Savatthi.

## Relato
La versión pali cuenta que los seis heréticos acudieron al rey Bimbisara de Magadha para hacer oficial su desafío a Buda.: 140–143  Para sorpresa de los maestros, que esperaban intimidarle con la propuesta, Gautama aceptó, señalando que su regla prohibiendo la taumaturgia sólo constreñía a los monjes, no a los budas, de la misma manera en que los súbditos no pueden coger orquídeas reales mientras que el rey sí puede hacerlo.: 140–143  En la versión en sánscrito, Bimbisara rechazó patrocinar el evento ylos maestros acudieron entonces al rey Pasenadi de Kosala. Buda aceptó, diciendo a los discípulos que no es deseable realizar milagros, pero que él lo haría porque era el deber de todos los budas.: 140–143 

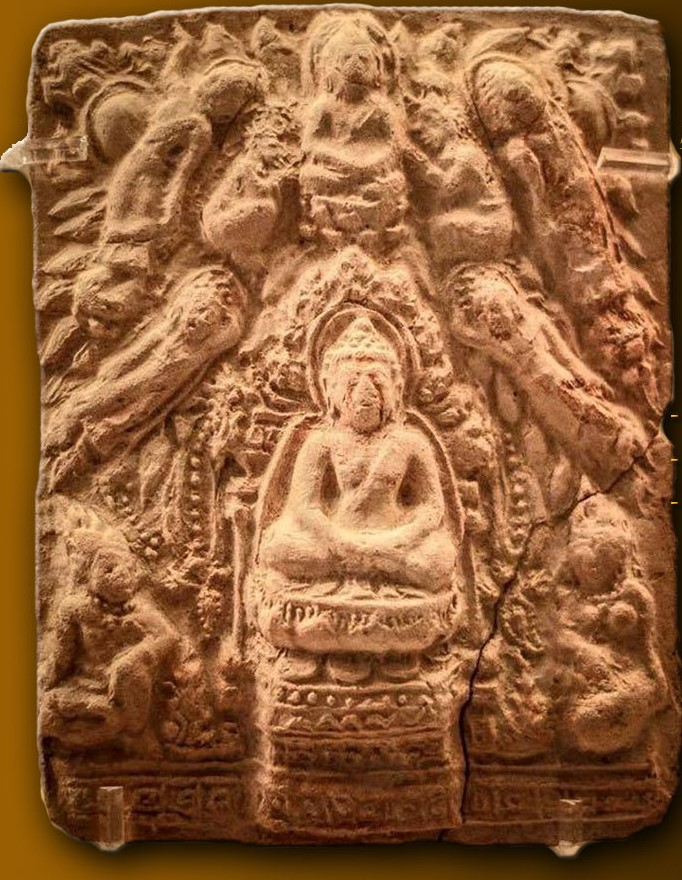
Amuleto tailandés ilustrando el milagro gemelo.

Gautama anunció que llevaría a cabo su milagro al pie de un árbol del mango en Savatthi en cuatro meses, llegado el día de luna llena del festival Asalha Puja.: 140–143 : 35–38 : 39  La versión en pali dice que los maestros, temiendo ser derrotados, talaron todos los árboles del mango de la zona. Llegado el día, un jardinero real dio a Buda un mango como ofrenda, y el Iluminado, después de comérselo, plantó la semilla ante las puertas de la ciudad, haciendo aparecer un árbol del mango inmediatamente.: 141  En la versión sánscrita no aparece este milagro adicional, pero Buda realiza otros, como manipular el aire para apagar un incendio y restaurar las manos y pies del hermano del rey Pasenadi, que los había perdido por un crimen que no cometió.: 140–143 
Reunido el público, Buda comenzó creando una pasarela enjoyada que flotaba en el aire. Sus discípulos propusieron entonces ocupar su lugar para ahorrarle la molestia, anunciando los milagros que ellos harían,: 42–45  pero el Iluminado declinó cada vez, incluso viniendo de su aprendiz más aventajado en poderes espírituales, Mogalana, y en su lugar declaró que era su deber como buda realizarlo él mismo.: 42–47  Subiendo a la pasarela flotante, Buda entró en meditación y emitió fuego de la parte de su cuerpo y chorros de agua de la inferior, y comenzó a cambiar de lugar uno y otra, creando un arcoiris de seis colores.: 42–47  Para entusiasmo de la audiencia, el fuego y el agua subieron entonces hasta iluminar el cosmos mientras Buda enseñaba el dharma paseándose por la plataforma.: 140–143 : 45–47  La versión en sánscrito añade que Buda además creó múltiples copias de sí mismo que levitaron durante el milagro, algunos caminando en el aire, otros tumbados y otros sentados.: 140–143 
Acabado el milagro, era el turno de los maestros rivales, pero éstos eran incapaces de moverse, y un fuerte viento tumbó el pabellón en el que iban a actuar. Los maestros huyeron, y uno de ellos se suicidó.: 140–143  Gautama hizo entonces otro milagro y creó una copia de sí mismo, con la que jugó a hacer preguntas y respuestas sobre el dharma para instruir a la audiencia.: 140–143 : 45–47  Con el término de la competición, Buda ascendió por tres meses al Tavatimsa, el mundo de los devas, para pasar el vassa y enseñar al abhidarma a su difunta madre Maya, como ordenaba la tradición que todos los budas debían hacer tras llevar a cabo el milagro gemelo.: 47 